# Мюрей
Мюре́й (фр. Mureils) — колишній муніципалітет у Франції, у регіоні Овернь-Рона-Альпи, департамент Дром. Населення — 401 осіб (2011).
Муніципалітет розташований на відстані близько 450 км на південний схід від Парижа, 65 км на південь від Ліона, 31 км на північ від Валанса.

## Історія
До 2015 року муніципалітет перебував у складі регіону Рона-Альпи. Від 1 січня 2016 року належить до нового об'єднаного регіону Овернь-Рона-Альпи.
1-1-2022 Мюрей і Ла-Мотт-де-Галор було об'єднано в новий муніципалітет Сен-Жан-де-Галор.

## Демографія
Динаміка населення (INSEE ):
Розподіл населення за віком та статтю (2006):
| Стать | Всього | До 15 років | 15-24 | 25-44 | 45-64 | 65-85 | Понад 85 |
| --- | ------ | ----------- | ----- | ----- | ----- | ----- | -------- |
| Чоловіки | 168    | 40          | 24    | 32    | 40    | 32    | 0        |
| Жінки | 164    | 24          | 12    | 40    | 48    | 36    | 4        |
| \| Статево-вікова піраміда \| Статево-вікова піраміда \| Статево-вікова піраміда \| \| ----------------------- \| ----------------------- \| ----------------------- \| \| Чоловіки \| Вік \| Жінки \| \| 0 \| 85 + \| 4 \| \| 0 \| 80-84 \| 4 \| \| 12 \| 75-79 \| 4 \| \| 12 \| 70-74 \| 12 \| \| 8 \| 65-69 \| 16 \| \| 0 \| 60-64 \| 4 \| \| 8 \| 55-59 \| 4 \| \| 12 \| 50-54 \| 12 \| \| 20 \| 45-49 \| 28 \| \| 20 \| 40-44 \| 8 \| \| 4 \| 35-39 \| 12 \| \| 4 \| 30-34 \| 8 \| \| 4 \| 25-29 \| 12 \| \| 4 \| 20-24 \| 8 \| \| 20 \| 15-20 \| 4 \| \| 20 \| 10-14 \| 12 \| \| 12 \| 5-9 \| 4 \| \| 8 \| 0-4 \| 8 \| |        |             |       |       |       |       |          |
| Статево-вікова піраміда |        |             |       |       |       |       |          |
| Чоловіки | Вік    | Жінки       |       |       |       |       |          |
| 0 | 85 +   | 4           |       |       |       |       |          |
| 0 | 80-84  | 4           |       |       |       |       |          |
| 12 | 75-79  | 4           |       |       |       |       |          |
| 12 | 70-74  | 12          |       |       |       |       |          |
| 8 | 65-69  | 16          |       |       |       |       |          |
| 0 | 60-64  | 4           |       |       |       |       |          |
| 8 | 55-59  | 4           |       |       |       |       |          |
| 12 | 50-54  | 12          |       |       |       |       |          |
| 20 | 45-49  | 28          |       |       |       |       |          |
| 20 | 40-44  | 8           |       |       |       |       |          |
| 4 | 35-39  | 12          |       |       |       |       |          |
| 4 | 30-34  | 8           |       |       |       |       |          |
| 4 | 25-29  | 12          |       |       |       |       |          |
| 4 | 20-24  | 8           |       |       |       |       |          |
| 20 | 15-20  | 4           |       |       |       |       |          |
| 20 | 10-14  | 12          |       |       |       |       |          |
| 12 | 5-9    | 4           |       |       |       |       |          |
| 8 | 0-4    | 8           |       |       |       |       |          |

## Економіка
2010 року серед 230 осіб працездатного віку (15—64 років) 168 були активними, 62 — неактивними (показник активності 73,0%, у 1999 році було 66,5%). З 168 активних мешканців працювали 152 особи (88 чоловіків та 64 жінки), безробітними було 16 (10 чоловіків та 6 жінок). Серед 62 неактивних 21 особа була учнем чи студентом, 16 — пенсіонерами, 25 були неактивними з інших причин.

У 2010 році в муніципалітеті числилось 143 оподатковані домогосподарства, у яких проживали 397,5 особи, медіана доходів виносила 17 263 євро на одного особоспоживача